# Colloquio di Poissy

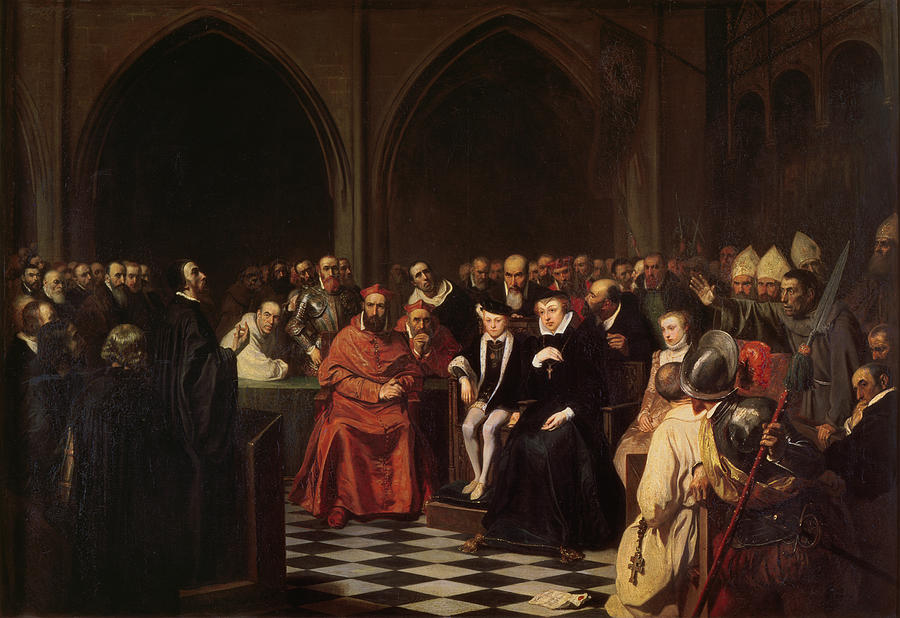
Il "colloquio di Poissy", rappresentato da Joseph Nicolas Robert-Fleury.

Il colloquio di Poissy si tenne nella omonima cittadina francese nel settembre del 1561.
Con questo colloquio Caterina de' Medici tenterà di avvicinare le due fazioni religiose presenti in Francia gli ugonotti e i cattolici.
Saranno presenti alla riunione oltre a Caterina De'Medici anche il Re Carlo IX i principi, il cancelliere, i più alti prelati cattolici, tra cui il cardinale di Lorena e il vescovo Giovanni Antonio Caracciolo, oltre a 12 teologi protestanti con a capo Teodoro di Beza.
Si tratteranno vari argomenti teologici tra cui la reale presenza di Cristo nell'ostia della comunione e il valore delle opere.
Nel colloquio i vari esponenti cercheranno un accordo tentando di rifarsi alla Confessione di Augusta.
Dopo varie interruzioni, il colloquio si concluderà con un nulla di fatto e sarà la stessa Caterina pochi mesi più tardi a far promulgare a Carlo IX l'editto di Saint-Germain-en-Laye, chiamato anche l'editto di gennaio con il quale, temporaneamente, si permetterà agli ugonotti di professare la loro fede fuori dalle città.

## Letteratura
Lo scenario storico nel quale si tenne il Colloquio di Poissy è ricostruito nel romanzo di Agostino di Bondeno, "Colloqui di Poissy" del 2018.